# Abdellah Bidane
Abdellah Bidane   (Marroc, 19 d'agost de 1967) és un exfutbolista marroquí de la dècada de 1980.
Fou internacional amb la selecció del Marroc amb la qual participà en la Copa del Món de futbol de 1986.
Pel que fa a clubs, destacà a CODM Meknès.